# Indigene Bevölkerung von Kalifornien

Indigene Bevölkerung Kaliforniens nach einer Schätzung aus dem Jahr 1978

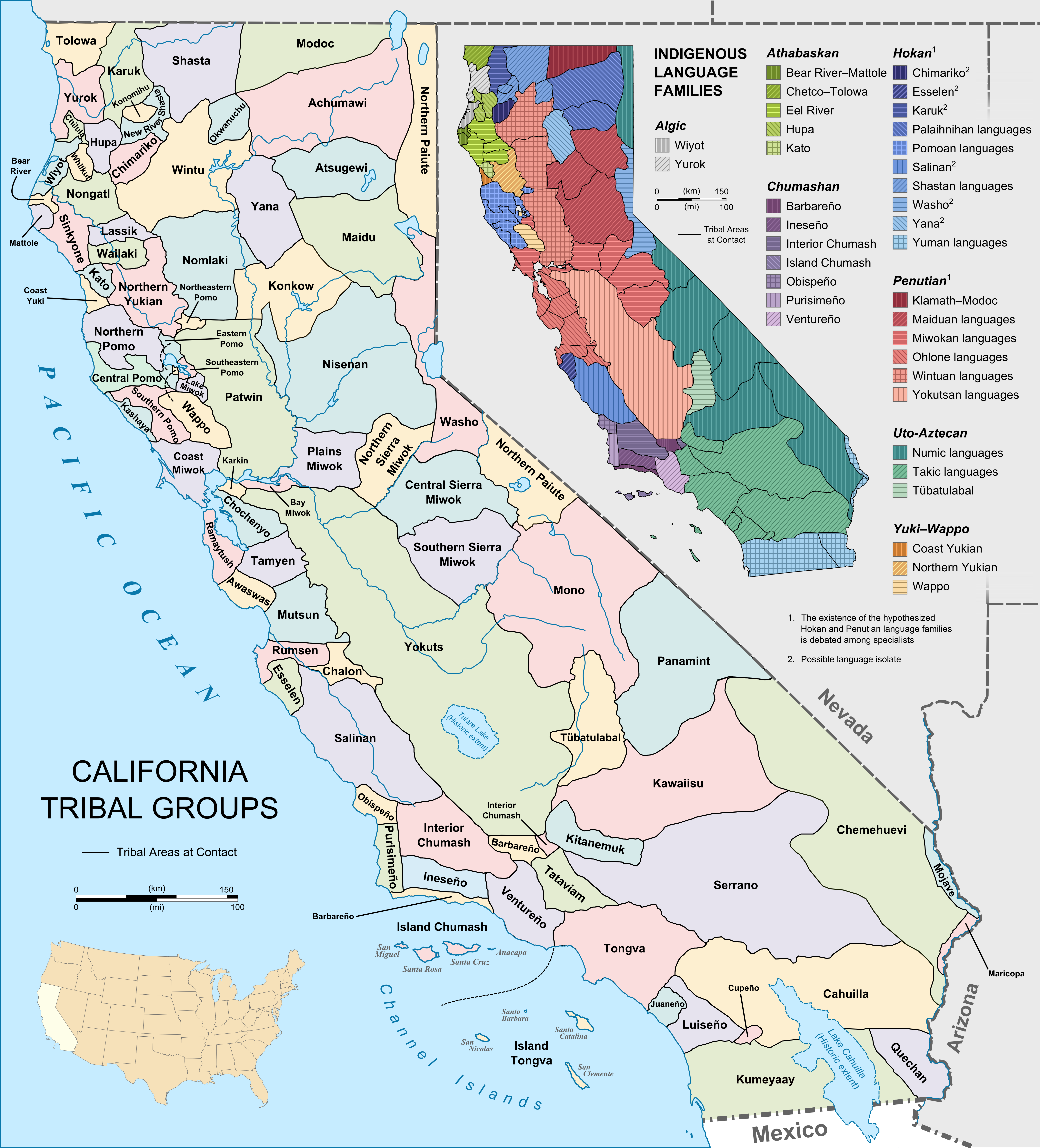
Indianische Gruppen und ihre Sprachen vor Ankunft der Europäer

Schätzungen über die Indigene Bevölkerung von Kalifornien vor dem Kontakt mit Europäern sind extrem variabel. Sie reichen von 133.000 bis 705.000 Angehörigen, wobei einige heutige Forscher diese Schätzungen als niedrig ansehen. Nach der Ankunft von Europäern in Kalifornien reduzierten Infektionskrankheiten und Gewalt die indigene Bevölkerung auf weniger als 25.000 Personen. Es wird vermutet, dass die Goldgräber wie auch andere während und nach dem Kalifornischen Goldrausch zwischen 1849 und 1870 etwa 4.500 kalifornische Indianer töteten. Seit 2005 ist Kalifornien der Bundesstaat mit der größten selbst-identifizierenden indigenen Bevölkerung der USA. Nach dem U.S. Census sind dies 696.600 Menschen.

## Bevölkerungszahl vor Ankunft der Europäer
Historiker verwendeten verschiedene Methoden, um die indigene kalifornische Bevölkerung vor Eintreffen der ersten Europäer zu schätzen. Dies sind u. a.:
- Missionsaufzeichnungen (Geburten, Taufen, Todesfälle und Gesamtzahl der Bekehrten zu verschiedenen Zeiten)
- Zählung von Siedlungen, die aus historischen, ethnografischen und archäologischen Daten extrahiert und mit einer Schätzung der durchschnittlichen Einwohnerzahl pro Siedlung multipliziert wurde
- Schätzungen der ökologischen Tragfähigkeit an Menschen, die durch Technologien und Ökonomie der Eingeborenen vorgegeben wurde
- Extrapolationen der Populationsdichte aus besser dokumentierten Regionen aus weniger bekannte und
- Extrapolationen aus historischen Volkszählungen unter Annahme eines bestimmten Bevölkerungsrückgangs

Nur wenige Analysten behaupten, dass diese Methoden verlässliche Zahlen liefern. Die Schätzungen verschiedener Analysten variieren um den Faktor 2 oder größer. Stephen Powers schätzte als erster, dass die Bevölkerung vor dem Erstkontakt 1.520.000 betrug. Später reduzierte er diese Annahme auf 705.000.
C. Hart Merriam erstellte die erste detaillierte Analyse. Er gründete seine Schätzungen auf Missionarsberichte und extrapolierte sie auf nicht-missionierte Gebiete. Seine Annahme für das Gesamtgebiet des Bundesstaates betrug 260.000. Alfred L. Kroeber führte eine detaillierte Wiederholung der Analyse durch, wobei sowohl der gesamte Bundesstaat als auch einzelne ethnolinguistische Gruppen betrachtet wurden. Er reduzierte Merriams Schätzwerte so auf etwa die Hälfte, nämlich 133.000 indigene Kalifornier im Jahr 1770.
Martin A. Baumhoff nutzte eine ökologische Basis, um die Tragfähigkeit des Lebensraums zu beurteilen; seine Schätzung betrug 350.000 Menschen.
Sherburne F. Cook war der beharrlichste und akribischste Untersucher des Problems, der sowohl die Vor-Kontakt-Schätzungen als auch die Geschichte des demografischen Rückgangs während der Missionarstätigkeit und danach detailliert untersuchte. Zunächst gelangte er zu einem nur um 7 % höheren Ergebnis als sein Vorläufer Kroeber: 133.500 Angehörige (ohne die Modoc, die Northern Paiute, die Washoe, die Owens Valley Paiute und die Colorado River Yumans).:161–194 Später erhöhte er die Schätzung auf 310.000.:161–194
Einige Forscher nehmen heute an, dass Wellen epidemischer Krankheiten Kalifornien bereits vor Ankunft der Franziskaner 1769 heimsuchten. Wenn das stimmt, könnte das bedeuten, dass die Populations-Schätzungen, welche den Beginn der Missions-Periode als Ausgangspunkt annehmen, die präkolumbische Bevölkerung massiv unterschätzt haben.

## Veränderungen nach Ankunft der Europäer
Der Rückgang der indigenen Bevölkerung Kaliforniens während des späten 18. und des 19. Jahrhunderts wurde am umfangreichsten durch Cook untersucht. Cook wichtete die relative Bedeutung der verschiedenen Ursachen des Rückgangs (epidemische Krankheiten aus der Alten Welt, Gewalt, Umstellung in der Ernährung, Kulturschock). Die Rückgänge tendieren zum größten ausmaß in den Gebieten, die durch Missionstätigkeit und den Goldrausch beeinflusst waren. Andere Studien benannten auch die Veränderungen in einzelnen Regionen und ethnolinguistischen Gruppen.
Die Population der Ureinwohner Kaliforniens erreichte ihren Tiefpunkt von etwa 25.000 Angehörigen am Ende des 19. Jahrhunderts. Auf der Basis von Kroebers Schätzung von 133.000 Menschen im Jahr 1770 bedeutet dies einen Rückgang um 80 %, bei Verwendung von Cooks revidierter Annahme um über 90 %. Daraufhin äußerte Cook seine schärfste Kritik:

„The first (factor) was the food supply… The second factor was disease. …
A third factor, which strongly intensified the effect of the other two, was the social and physical disruption visited upon the Indian. He was driven from his home by the thousands, starved, beaten, raped, and murdered with impunity. He was not only given no assistance in the struggle against foreign diseases, but was prevented from adopting even the most elementary measures to secure his food, clothing, and shelter. The utter devastation caused by the white man was literally incredible, and not until the population figures are examined does the extent of the havoc become evident.:200
etwa: Der erste (Faktor) war Lieferung von Nahrungsmitteln… Der zweite Faktor waren Krankheiten. …
Ein dritter Faktor, welcher den Effekt der anderen beiden massiv verstärkte, war die soziale und physische Zerrüttung des Indianers. Sie wurde von den Tausenden in ihrer Heimat Verhungerten, Geschlagenen, Geschändeten und ungestraft Ermordeten getrieben. Er wurde nicht nur nicht unterstützt im Kampf gegen fremde Krankheiten, sondern auch noch davon abgehalten, elementare Maßnahmen zur Sicherung von Nahrung, Kleidung und Behausung zu ergreifen. Die völlige Zerstörung durch den Weißen Mann war buchstäblich unfassbar, selbst die Betrachtung der Zahlen bringt das Ausmaß der Verwüstung zutage.“

In der Folge wuchs die Population substanziell während des gesamten 20. Jahrhunderts. Das Wiedererstarken kann sowohl durch echtes demografisches Wachstum als auch durch Wechsel der Selbstwahrnehmung begründet sein. Im 21. Jahrhundert, nach acht Generationen währender enger Interaktion zwischen indigenen Kaliforniern, Europäern, Asiaten, Afrikanern und anderen mit indianischen Vorfahren, kann nur eine kleine Basis für die Quantifizierung der indigenen Bevölkerung innerhalb des Bundesstaates ausgemacht werden. Dennoch liefern die Zählungen in den Reservaten und die Selbst-Einschätzungen des Zensus einige Informationen.